# Svartsjön (Eggby socken, Västergötland)
Svartsjön är en sjö i Skara kommun i Västergötland och ingår i Göta älvs huvudavrinningsområde. Svartsjön ligger i Höjentorp-Drottningkullen Natura 2000-område. Svartsjön är en fiskesjö och i sjön finns öring, karp, gädda, abborre, mört, sutare, färna, braxen, löja och sarv. Den 4 kilometer långa Vandringsled Höjentorp passerar sjön.